# Лорд-провост

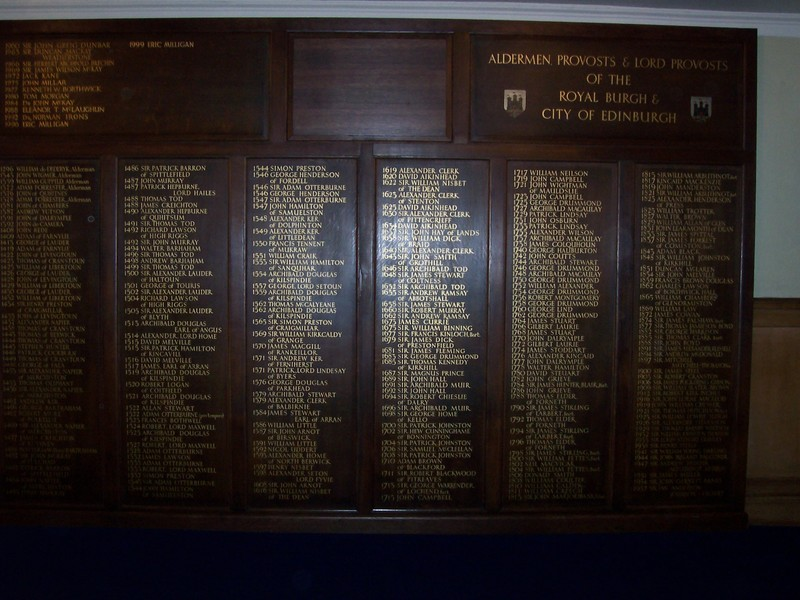
Список лордов-провостов Эдинбурга

Лорд-провост (англ. Lord Provost) — глава одного из главных городов Шотландии. Лишь четыре города — Эдинбург, Абердин, Глазго, Данди — имеют право именовать своих глав титулом лорд-провост вместо провост (мэр). Лорды-провосты Эдинбурга и Глазго носят титул достопочтенный (The Right Honourable) перед именами.
Лорд-провост имеет более высокий статус, чем лорд-мэр в других частях Великобритании. Лорд-провост является лордом-лейтенантом города согласно с 1-й частью Lieutenancies Act 1997. Разрешение на ношение главой города данного титула даётся городу Королевой.